# 1408号室
『1408号室』（1408ごうしつ、原題：1408）は、2007年公開のアメリカ映画。原作はスティーヴン・キングの短編ホラー小説『一四〇八号室』。ホテルの一室を舞台とするホラー映画である。

## あらすじ
心霊ルポの執筆者として知られるが、自身は超常現象に懐疑的なオカルト作家マイク・エンズリン。彼の元へ、ニューヨークにある「ドルフィン・ホテル」の葉書が届く。差出人不明のそれには一言だけ「1408号室には入るな」と書かれていた。興味をそそられたエンズリンは調査を開始、過去に同室を利用した宿泊客56人が全て不審死や自然死をしていることを知る。次作の舞台をこのホテルに決め、支配人オリンが止めるのも聞かずに1408号室へ足を踏み入れたエンズリンを、恐ろしい現象が襲う。

## キャスト
※括弧内は日本語吹替
- マイク・エンズリン - ジョン・キューザック（東地宏樹）
- ジェラルド・オリン支配人 - サミュエル・L・ジャクソン（玄田哲章）
- リリー・エンズリン - メアリー・マコーマック（山崎美貴）
- ケイティ・エンズリン - ジャスミン・ジェシカ・アンソニー（英語版）（うえだ星子）
- サム・ファレル - トニー・シャルーブ（岩崎ひろし）

## スタッフ
- 監督：ミカエル・ハフストローム
- プロダクションデザイン：アンドリュー・ロウズ
- 衣装デザイン：ナタリー・ウォード
- 特殊メイク：カール・デリック
- 特殊効果：ポール・コーボールド

## その他
本編中にラジオから繰り返し流れる曲はカーペンターズの愛のプレリュードである。